# Соломон Додашвілі
Додашвілі Соломон Іванович (груз. სოლომონ დოდაშვილი 17 (29) травня 1805 року, селище Магаро, нині Сігнахський муніципалітет, — 20 серпня (1 вересня) 1836 рік, Вятка) — грузинський письменник, просвітитель, громадський діяч, філософ.

## Прізвище
Прізвище Додашвілі є прізвищем державних селян і відоме з 1684 року. Чичинадзе пише, що батько Соломона Додашвілі був священиком з селян, а В. Орбеліані в одному з листів відзначає, що був селянином. Про соціальне походження Додашвілі цікаві відомості містяться в документі 1821 року.

## Біографія
Існує кілька варіантів дати народження Соломона Додашвілі, на думку більшості біографів найвірогіднішою є дата 17 травня 1805 року. Також розглядаються дати 1802 рік, 1803 рік, 1804 рік, 1806 рік і навіть 1815 рік. М. Гоцадзе, один з дослідників особистості Соломона Додашвілі, зазначає, що в багатьох документах є коректури, що на його думку, є результатом усної передачі інформації, помилок, а іноді і зразкового обчислення. Вперше Соломона Додашвілі згадали в пресі в 1875 році. Як писала преса того часу, «Дода народився в 1805 році». Згідно з документом, який зберігався в родині Додашвілі, «Соломон народився в 1805 році, в травневі іменини Андроніка». Крім того, на користь версії 1805 року говорить і лист самого Додашвілі — 7 лютого 1833 року Додашвілі писав : «Від народження мені 28 років». Травневі іменини Андроніка святкувалися 17 травня.
Соломон Додашвілі — син бідного священика з селян. Після закінчення духовного училища в Тбілісі з рекомендаційним листом приїхав до Петербурга. Користувався підтримкою і заступництвом Хелашвілі.
У 1827 закінчив Петербурзький університет.Він був близький до декабристів. У 1828—1832 роках редагував газету «Тпілісіс уцкебані» (" Тифліській відомості ") з «Літературним додатком». За участь в грузинській дворянській змові був арештований в 1832 році і засланий у Вятку, де зустрічався з висланим туди ж Олександром Герценом.

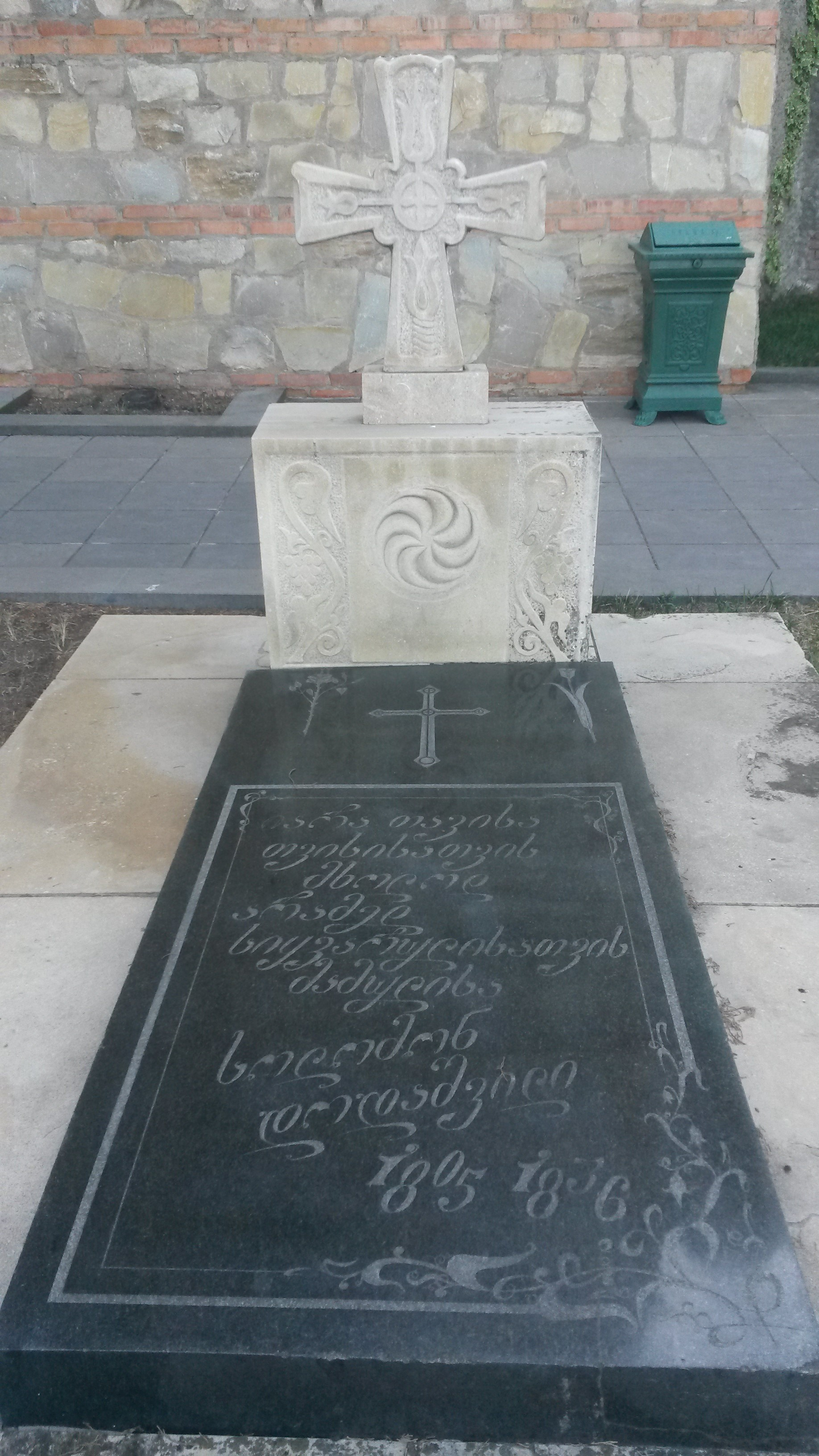
Могила Додашвілі

Помер від туберкульозу. У 1994 році його прах був перенесений на батьківщину в Пантеон Мтацмінда в Тбілісі.

## Наукові погляди
Соломон Додашвілі, як філософ, наближався до матеріалізму, але не звільнився від деяких поглядів кантівської філософії. Його робота з логіки вийшла в 1827 році російською мовою під псевдонімом «Дода-Магарський». Коли Додашвілі каже, що предмет розуму є світ, безліч предметів, від яких залежать правила мислення, — то тут виражений матеріалізм, але коли він стверджує, що закони логіки апріорні, що простір і час зобов'язані, своїм походженням розуму, — то це вже кантіанський ідеалізм. Логіку він визначає як науку про загальні та неодмінних законах мислення, про правила виведення слідства з даної істини «без протиріччя і замішання». Додашвілі високо цінував Арістотеля за те, що він надав логіці «вчений вид», і Бекона, який першим після Середньовіччя показав, що «все людські пізнання складаються в дослідженні предметів, які нас оточують …». Основною формою мислення, за Додашвілі, є судження, але його він іноді трактує ідеалістично і взагалі ототожнює з пропозицією. Поняття він визначає як наслідок судження, як сукупність суттєвих ознак речей, але наділяє його рисами наочності, бачачи в ньому чуттєве уявлення. Умовивід трактується їм як «розвинене судження», що складається з двох понять, з'єднаних третім, що означає зведення всіх форм умовиводи до силогізму, хоча Додашвілі розглядає і індукцію, і аналогію. Соломон Додашвілі був учителем М. Бараташвілі, другом і соратником плеяди грузинських романтиків.

## Родина
Сім'я Соломона Додашвілі була численною. Батько Соломона Додашвілі був священиком і освіченою людиною. Навчання Соломон отримав у монастирі Давид Гареджі, де слухав риторику і богослов'я католікоса Антона I. Саме батько почав навчати грамоті. Матір Соломона звали Варвара, і відомо що в кінці життя вона серйозно хворіла. Найцікавіші відомості про сім'ю містяться в 22 рукописи S фонду історичного музею Грузії і документі з архіву Вятського губернаторства. На титульному аркуші рукопису № 22 даються такі відомості про сім'ю Додашвілі -
У документі з Вятського архіву даються схожі відомості: «Має дружину, двох малолітніх дітей і дочку, які живуть з ним, батько, мати, три брата, три сестри, живуть в Сігнахскому повіті, селищі Магаро, і ще брат, службовець в Сенаті. »